# Saldubella margaritifera
Saldubella margaritifera är en tvåvingeart som beskrevs av Lindner 1938. Saldubella margaritifera ingår i släktet Saldubella och familjen vapenflugor. Inga underarter finns listade i Catalogue of Life.